# Fryderyk Chrystian Schaumburg-Lippe
Fryderyk Chrystian (ur. 16 sierpnia 1655 w Bückeburgu, zm. 13 czerwca 1728 tamże) – hrabia Schaumburg-Lippe.
Fryderyk Chrystian był w latach 1681–1728 władcą Hrabstwa Schaumburg-Lippe położonego w dzisiejszej Dolnej Saksonii. Był synem pierwszego hrabiego tego państwa Filipa I i jego żony Zofia von Hessen-Kassel.
4 stycznia 1691 r. w Langenburgu zawarł związek małżeński z Joanną Zofią zu Hohenlohe-Langenburg (1673–1743), córką hrabiego Hohenlohe-Langenburg Henryka Fryderyka i Juliany Doroty zu Castell-Remlingen. Małżeństwo zakończyło się rozwodem w 1723 r. Zanim to nastąpiło parze urodziły się dzieci:
- Fryderyk August (1693–1694)
- Wilhelm Ludwik (*/† 1695)
- Zofia Charlotta (*/† 1697)
- Filip (1697–1698)
- Albrecht Wolfgang (1699–1748)
- Fryderyk Ludwik Karol (1702–1776)

Fryderyk Chrystian po raz drugi ożenił się 3 grudnia 1725 r. w Brixen, w Południowym Tyrolu. Jego żoną została Maria Anna Wiktoria von Gall, córka barona Johanna Michaela von Galla i Maria Anny von Enzenburg. Nie pozostawił potomków z drugiego małżeństwa.